# سورن ألفرد جنسن
سورن ألفرد جنسن (بالدنماركية: Søren Alfred Jensen)‏ هو لاعب جمباز فني دنماركي، ولد في 22 مايو 1891 في الدنمارك في مملكة الدنمارك، وتوفي في 16 مايو 1978 في دنفر في الولايات المتحدة.

## وصلات خارجية
- سورن ألفرد جنسن على موقع اللجنة الأولمبية الدولية (الإنجليزية)
- سورن ألفرد جنسن على موقع أوليمبيديا (الإنجليزية)